# Adenium obesum
Adenium obesum es una especie de arbusto perteneciente a la familia Apocynaceae. Es también conocida como sabi star, kudu, rosa de invierno o rosa del desierto. Es nativa del este y sur tropical y subtropical de África y Arabia.

## Descripción
Es un arbusto perennifolio suculento que alcanza 1-3 m de altura. Las hojas están dispuestas en espiral, simples y enteras con textura coriácea, de 5-15 cm de longitud y 1-8 cm de ancho. Las flores son tubulares de 2-5 cm de longitud con cinco pétalos de 4-6 cm diámetro, semejante a los géneros Plumeria y Nerium. Las flores de color rojo o rosa a menudo con ráfagas blancas.

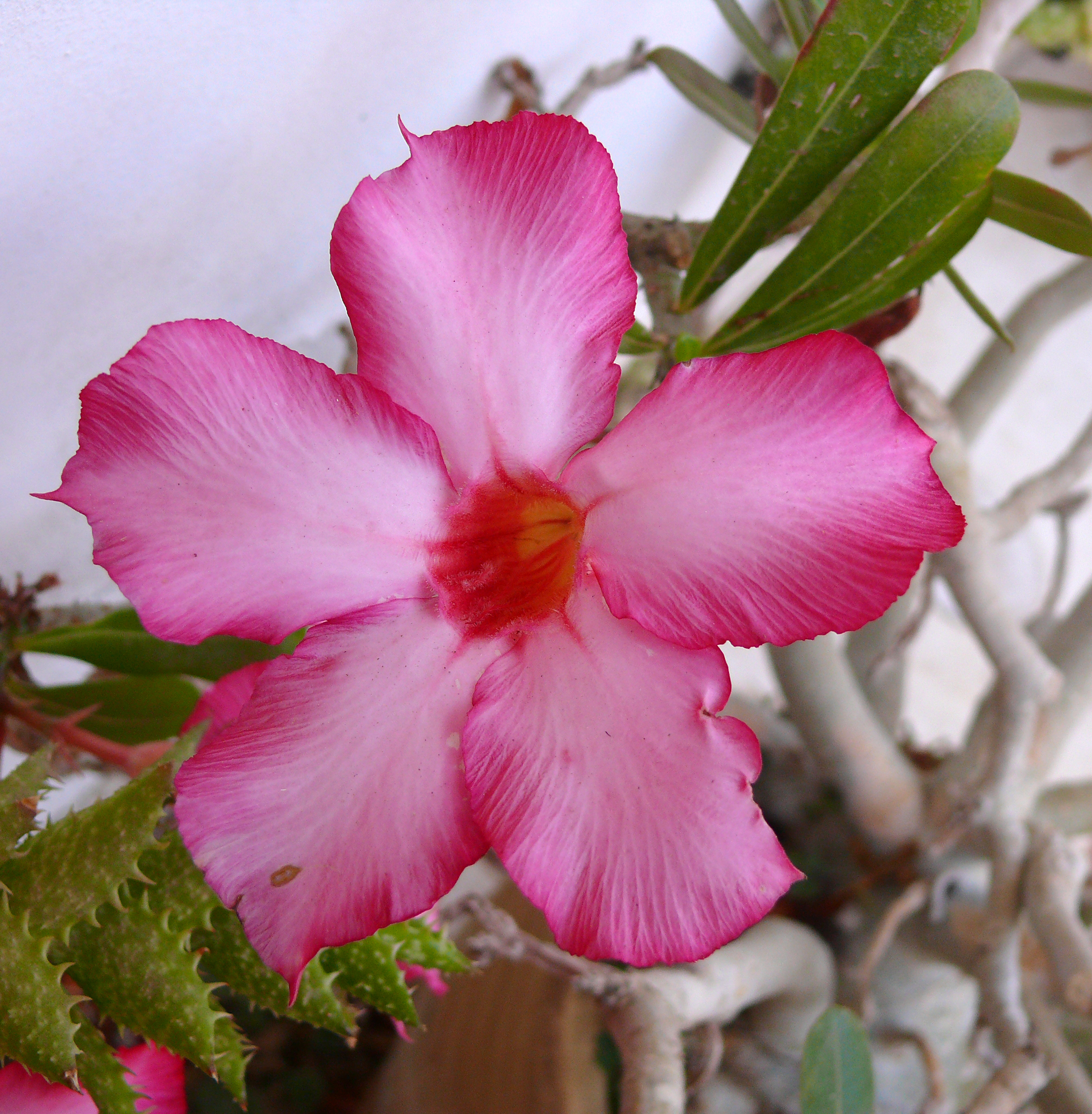
Flor.

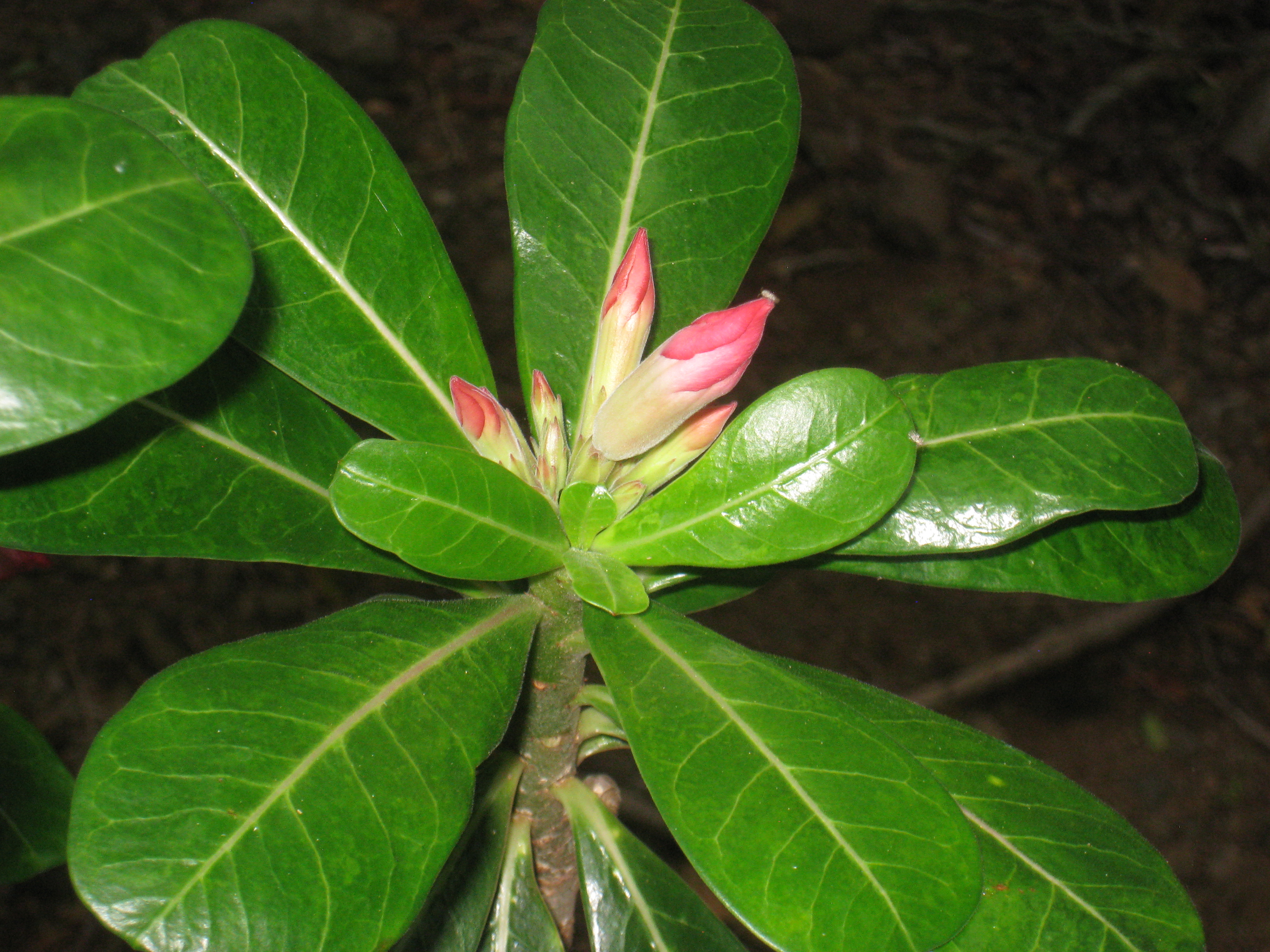
Detalle de la planta

Suele ser utilizada como bonsái.

## Cultivos
Adenium es una planta ornamental popular de las regiones templadas. Requiere localización soleada y una temperatura superior a 10 °C. Necesita poca agua como los cactos. Adenium se propaga por semillas o por esquejes. La planta exuda una savia altamente tóxica que los pueblos nativos, como en Tanzania, aplican a sus flechas para cazar.

## Taxonomía
Adenium obesum fue descrita por (Forssk.) Roem. & Schult. y publicado en Systema Vegetabilium 4: 411. 1819.
Subespecies
- Adenium obesum subsp. boehmianum. Namibia, Angola.
- Adenium obesum subsp. obesum. Arabia.
- Adenium obesum subsp. oleifolium. Sudáfrica, Botsuana.
- Adenium obesum subsp. socotranum. Socotora.
- Adenium obesum subsp. somalense. Este de África.
- Adenium obesum subsp. swazicum. Este de Sudáfrica.

Estas subespecies son a menudo consideradas especies propias.
Sinónimos
| - Nerium obesum Forssk. (1775). - Cameraria obesa (Forssk.) Spreng. (1824). - Adenium honghel Lindl. (1846). - Adenium speciosum Fenzl (1865). - Adenium arabicum Balf.f. (1888). - Adenium somalense Balf.f. (1888). - Adenium micranthum Stapf (1894). - Adenium arboreum Ehrenb. (1900). - Adenium coetaneum Stapf in D.Oliver & auct. suc. (eds.) (1902). - Adenium socotranum Vierh. (1904). - Adenium somalense var. caudatipetalum Chiov. (1932). - Adenium somalense var. crispum Chiov. (1932). - Adenium tricholepis Chiov. (1932). |